# Oleg Veretennikov
Oleg Aleksandrovič Veretennikov (in russo Олег Александрович Веретенников?; Revda, 5 gennaio 1970) è un allenatore di calcio ed ex calciatore russo, di ruolo attaccante.
Con 141 reti in 274 partite è il miglior marcatore della storia del campionato russo.

## Carriera

### Giocatore

#### Club

##### 1986-1991: gli esordi
Incomincia a giocare nel 1986 quando viene schierato subito in prima squadra nel FC Uralmaš Ekaterinburg squadra da cui partirà nel 1988 dopo aver realizzato 3 reti in 20 incontri per trasferirsi nel FC Uralets Nizhny Tagil dove non riuscirà ad avere un posto da titolare. Torna quindi al FC Uralmaš Ekaterinburg nel quale ritrova spazio da titolare realizzando 2 reti in 29 partite. Nel 1989 gioca poco nell'FC Uralelektromed Verchnjaja Pyšma prima di passare al CSKA Mosca ma gioca poche partite nel campionato sovietico. Passa nella stessa annata al Rostov, in seconda divisione, dove gioca da titolare realizzando una sola rete in 16 partite ma la squadra retrocede in terza divisione. Nell'anno successivo realizza 26 reti in 41 partite. Nel 1991 e nel 1992 ritorna all'FC Uralmaš Ekaterinburg dove riesce a realizzare 14 gol in 42 presenze giocando solo nel 1991 da titolare.

##### 1992-1999: il successo con il Rotor
Nel 1992 arriva al Rotor Volgograd dove gioca in prima divisione. Nella prima stagione la squadra si salva, mentre nella stagione 1993 grazie alle sue prestazioni il Rotor giunge al secondo posto. Sport-Express gli assegna il titolo di miglior centrocampista offensivo del campionato nel 1993. Nel 1994 la squadra arriva al quarto posto. Nel 1995 la squadra arriva al settimo posto trainata dai gol di Veretennikov che vince il titolo di capocannoniere del campionato segnando 25 reti. In Coppa di Russia il Rotor giunge in finale contro il Dinamo Mosca sconfitti 8-7 ai rigori dopo lo 0-0 dei tempi regolamentari. Nel 1995 Sport-Express gli assegna nuovamente il titolo di miglior centrocampista offensivo. Nel 1996 il Rotor Volgograd perde il campionato per soli 2 punti finendo al 3º posto. Nel 1997 Veretennikov segna 22 goal vincendo il titolo di capocannoniere portando la squadra al secondo posto. Nel 1997 è il miglior centrocampista offensivo secondo Sport-Express. Nella stagione successiva realizza 22 reti vincendo per la terza volta il titolo di miglior marcatore del campionato trasportando il Rotor i russi fino al quarto posto in classifica. Sport-Expresse gli riassegna il titolo questa volta come miglior centrocampista centrale nel 1998. Il 1999 è l'ultimo anno nel Rotor Volgograd dove rimarrà per sempre nella storia della squadra grazie ai 141 gol in 247 partite.

##### 2000-2009: gli ultimi anni
Passa all'Arīs Salonicco nel 2000 ma dopo una breve esperienza in cui realizza una rete in 7 presenze si trasferisce ai belgi del Lierse dove trova 3 realizzazioni in 18 incontri di campionato. Nella stagione successiva gioca da titolare coi russi dell'FC Sokol Saratov. Nel 2002 torna a Rostov sul Don dove conta 10 gettoni e 2 reti. Tra il 2003 ed il 2004 gioca con FC Mordovia Saransk, Irtyš Pavlodar e Astana. Rimane due stagioni tra il 2005 e il 2007 al Rotor dove segna 29 reti in 66 presenze. Nel 2005 viene premiato miglior centrocampista e miglior calciatore della Pervenstvo Professional'noj Futbol'noj Ligi, Zona sud secondo la Professional Football League. Successivamente gioca in Kazakistan con FC Irtyš Pavlodar e FC Astana prima di giocare l'ultima stagione con Rotor nel 2009 quando è nuovamente premiato miglior calciatore e miglior centrocampista della Pervenstvo Professional'noj Futbol'noj Ligi, Zona Sud.

#### Nazionale
Nonostante il discreto successo non viene quasi mai convocato in Nazionale giocando solo 4 partite nel 1996.

### Allenatore
Nel 2010 diventa assistente allenatore nel Rotor Volgograd.

## Palmarès

### Giocatore

#### Club
- Vtoraja Liga: 1

Uralmas: 1988

#### Individuale
- Capocannoniere del campionato russo: 3

1995 (25 gol), 1997 (22 gol), 1998 (21 gol)
- Capocannoniere del Coppa Intertoto UEFA: 1

1996 (10 reti)
- Miglior centrocampista offensivo secondo Sport-Express: 3

1993, 1995, 1997
- Miglior centrocampista centrale: 1

1998
- Miglior centrocampista della Pervenstvo Professional'noj Futbol'noj Ligi, Zona sud: 2

2005, 2009
- Miglior calciatore della Pervenstvo Professional'noj Futbol'noj Ligi, Zona sud: 2

2005, 2009